# Stazione di Fildidonna
La stazione di Fildidonna era una stazione ferroviaria della ferrovia Catania-Caltagirone-Gela a prevalente uso di movimento distante dai centri abitati circostanti. È stata declassata in seguito a posto di movimento.

## Storia
La stazione venne costruita dalla Società per le Strade Ferrate della Sicilia e aperta in occasione del completamento della seconda tratta della linea Valsavoia-Caltagirone il 31 ottobre 1892. La stazione ebbe sin dall'origine un servizio viaggiatori pressoché inesistente data la sua lontananza dai centri abitati e le notevoli difficoltà per raggiungerla; serviva principalmente per le esigenze di movimento cioè di incroci e precedenze, data la lunghezza della tratta tra stazione di Militello e stazione di Scordia tra le quali la linea presentava la massima acclività.
La stazione venne costruita su un pianoro al termine del primo tratto in rampa del 30 per mille che iniziava dalla stazione di Scordia, con i due binari completamente in curva a formare un semicerchio quasi perfetto. All'uscita degli scambi riprendeva l'ascesa fino alla successiva stazione di Militello. La stazione era presenziata da assuntore per tutto il periodo dell'esercizio a Dirigente Unico; divenne impresenziata in seguito all'attivazione della dirigenza centrale operativa.
Il 15 dicembre 2002 fu declassata a posto di movimento.

## Strutture e impianti
La stazione di Fildidonna venne dotata di un piccolissimo e basso fabbricato ferroviario posto quasi in corrispondenza degli scambi di ingresso lato Scordia con un corto marciapiede atto a contenere due o tre carrozze a livello.
Il fascio binari comprendeva il primo binario (deviato) e il secondo binario di corretto tracciato tra cui era interposto uno stretto marciapiedi per servizio viaggiatori privo di pensilina e di sottopassaggio; oltre ad essi vi era un binario tronco con il piano caricatore dello scalo merci.
All'inizio degli anni ottanta la stazione ha ricevuto un Apparato Centrale Elettrico a Itinerari semplificato per il comando degli scambi e degli enti di stazione in seguito all'attivazione del Controllo Centralizzato del Traffico.

## Movimento
La stazione ebbe sempre un traffico viaggiatori limitatissimo. L'orario generale del novembre 1938 prevedeva la fermata di 6 coppie di treni. La fermata venne mantenuta fino alla trasformazione a DCO e all'impresenziamento. Nel 1995 un solo treno al mattino vi faceva fermata.